# Matthew Temple
Matthew Temple, född 20 juni 1999, är en australisk simmare.

## Karriär
I juli 2019 vid VM i Gwangju erhöll Temple guld efter att simmat försöksheatet på 4×100 meter mixed medley, där Australien sedermera tog guld. I juli 2021 vid OS i Tokyo var Temple en del av Australiens kapplag som tog brons på både 4×100 meter frisim och 4×100 meter mixed medley.
I juni 2022 vid VM i Budapest var Temple en del av Australiens kapplag som tog silver på 4×100 meter frisim och 4×100 meter mixed medley. I december 2022 vid kortbane-VM i Melbourne var Temple en del av Australiens kapplag som tog guld och noterade nytt världsrekord på 4×100 meter medley. Han var även en del av kapplaget som tog guld på 4×50 meter frisim, silver på 4×100 meter frisim och 4×50 meter mixed frisim samt brons på 4×50 meter medley, där Australien noterade nya oceaniska rekord i samtliga grenar.